# Sadská
Sadská település Csehországban, a Nymburki járásban. Sadská Hradištko, Třebestovice, Písty, Kostelní Lhota, Milčice, Kostomlátky és Zvěřínek településekkel határos. Lakosainak száma 3253 fő (2024. január 1.).

## Népesség
A település lakosságának változását az alábbi diagram mutatja:
| Lakosok száma | 3121 | 3150 | 3057 | 3011 | 3058 | 3260 | 3304 | 3234 | 3271 | 3253 |
|               | 1869 | 1900 | 1921 | 1961 | 1980 | 2011 | 2016 | 2019 | 2021 | 2024 |